# Cserdinyi járás

A Cserdinyi járás a Permi határterületen

A Cserdinyi járás (oroszul Чердынский район) Oroszország egyik járása a Permi határterületen. Székhelye Cserdiny.

## Népesség
- 1989-ben 40 688 lakosa volt.
- 2002-ben 35 152 lakosa volt, melynek 90,5%-a orosz, 1,5%-a tatár, 1,5%-a ukrán nemzetiségű.
- 2010-ben 24 568 lakosa volt, melyből 22 598 orosz, 291 tatár, 209 ukrán, 139 német, 130 komi stb.